# چیس‌واتر
چیس‌واتر (به انگلیسی: Chacewater) یک روستا و محله مدنی در بریتانیا است که در کورنوال واقع شده‌است. چیس‌واتر ۱٬۶۶۶ نفر جمعیت دارد.